# Антоній Альбрехт Радзивілл
Антоній Альбрехт Вільгельм Радзивілл (пол. Antoni Albrecht Wilhelm Radziwiłł; 30 жовтня 1885 — 18 грудня 1935) — політичний та військовий діяч Білоруської Народної республіки та Другої Речі Посполитої, 16-м ординат Несвізький і 13-й ординат Клецький.

## Життєпис
Походив зізнатного роду Радзивіллів, Прусської гілки. Старший син Єжи Фридерика Радзивілла та Марії Рози Браницької. Народився 1885 року в Берліні. У 1906 році закінчив Пажеський корпус у Санкт-Петербурзі. Значний вплив на нього мала мати, з якої вони опікувалися родинним маєткостями через погіршення стану здоров'я Єжи Фридерика. У 1914 році, після смерті батька отримав Несвізьку та Клецьку ординації, тодія як його брат Кароль Миколай став Давидгородокським ординатом. Фінансував організацію польських військових частин російської армії, сподіваючись натомість після перемоги отримати від російського уряду автономію для Царства Польського. У своєму прикордонному замку в Несвіжі він 1 вересня 1914 року відкрив шпиталь Червоного хреста для польських вояків. Тут лікувався майбутній російський письменник Костянтин Паустовський. У 1917 році ці польські підрозділи було перетворено на 1-й польський корпус під орудою Йосипа Довбор-Мусницького).
Після оголошення Білоруської Народної Республіки їздив у листопаді 1918 року, разом із Романом Скірмунтом, до Берліна та Швейцарії для забезпечення дипломатичної підтримки й визнання. У лютому-жовтні 1919 року перейшов під оруду Юзефа Пілсудського, ставши підхорунжим 12-го полку польських уланів. Брав участь у польсько-радянській війні. Звільнений зі служби за станом здоров'я у званні лейтенанта запасу 10-го полку литовських уланів. Він фінансово підтримував школи та студентів, засновував церкви та каплиці. 1921 року після Ризького договору втратив частину свого майна, що опинилася на території Радянського Союзу. Зберіг у власності 80 тис. га, з них 65 тис. га лісу. Виділив для депортованих зі Східної Білорусії 20 фільварків.
З 1922 року фінансував віленську газету «Słowo» («Слово»), в якій публікувалися матеріали з історії та сучасного стану Несвіжа. Того ж року анульовано його шлюб з дружиною. З цього періоду один із лідерів консервативного табору землевласників та віце-президентом Спілки оборонців «Східні Креси». Згідно з одним із пунктів Ризького мирного договору, у 1922—1928 роках радянська сторона повернула низку раритетів, які раніше прикрашали Несвізьку резиденцію. Серед них були старовинні гармати, архівні документи та деякі картини з княжої галереї.
У середині 1920-х років Антоній Альбрехт Радзивіл мав певні фінансові труднощі, які змусили його продати частину колекції зброї та спорядження Несвіжського замку. Через податкову заборгованість Міністерство сільського господарства Польщі конфіскував його маєтки Перекоповщина, Радзивіллімонти
У 1926 році він приймав у Несвіжі Юзефа Пілсудського та провідних політиків консервативного руху. Того ж року агент НКВС Кирило Орловський спробував вбити Радзивілла, який дивно зміг уникнути засідки. 23 вересня 1929 року Альбрехт Радзивіл прийняв у Несвіжі президента Польщі Ігнація Мастицького, машину якого зустріла почесна варта. На честь приїзду Мастицького було організовано велике полювання за участю аристократії та урядовців. В подальшому його замок потсійно відвідували аристократи, місцеві воєводи та представники адміністрації, де влаштовувалися пишні бали.
Багато зробив для розвитку культури та освіти у своїх родинних володіннях. Був членом Вільнюського благодійного товариства. Він підтримував школи фінансово, надавав стипендії малозабезпеченим студентам, фінансував церкви та каплиці. Фінансував в селі Свериново зведення костелу. За допомогою Б. Таврогінського упорядкував архіви Радзивіллів і багато сімейних колекцій. У 1930 році все найцінніше перевіз до Варшави. Помер 1935 року у Варшаві, похований у Несвіжі. Його володіння успадкував брат Леон Владислав.

## Родина
Дружина — Дорота Паркер Дікан
Діти:
- Ельжбета (1917—2021), дружина: 1)Вітольда Чорторийського; 2) Яна Томашевського